# Thinking Out Loud
Thinking Out Loud (englisch für ‚laut denken‘) ist ein Lied des britischen Singer-Songwriters Ed Sheeran. Es wurde am 24. September 2014 als dritte Single aus Sheerans zweitem Studioalbum × veröffentlicht.
Auf Spotify befindet sich das Lied auf Platz 27 der weltweit meistgestreamten Lieder. (Stand: 20. April 2024)

## Hintergrund und Entstehung
Der Text wurde von Sheeran zusammen mit der Singer-Songwriterin Amy Wadge geschrieben. Sheeran traf Wadge erstmals im Alter von 17 Jahren. Seitdem schrieben sie zahlreiche Songs zusammen. Sheeran veröffentlichte fünf dieser Kompositionen im Jahr 2010 auf der EP Songs I Wrote with Amy.
Thinking Out Loud entstand, nachdem Wadge bei einem Besuch bei Sheeran ein Gitarrenriff spielte. Sheeran und Wadge schrieben die Lyrics dann später nachts und stellten diese in unter einer halben Stunde fertig.
Im Jahr 2023 sprach ein US-amerikanisches Gericht Sheeran von dem Vorwurf frei, mit Thinking Out Loud Marvin Gaye plagiiert zu haben.

## Inhalt

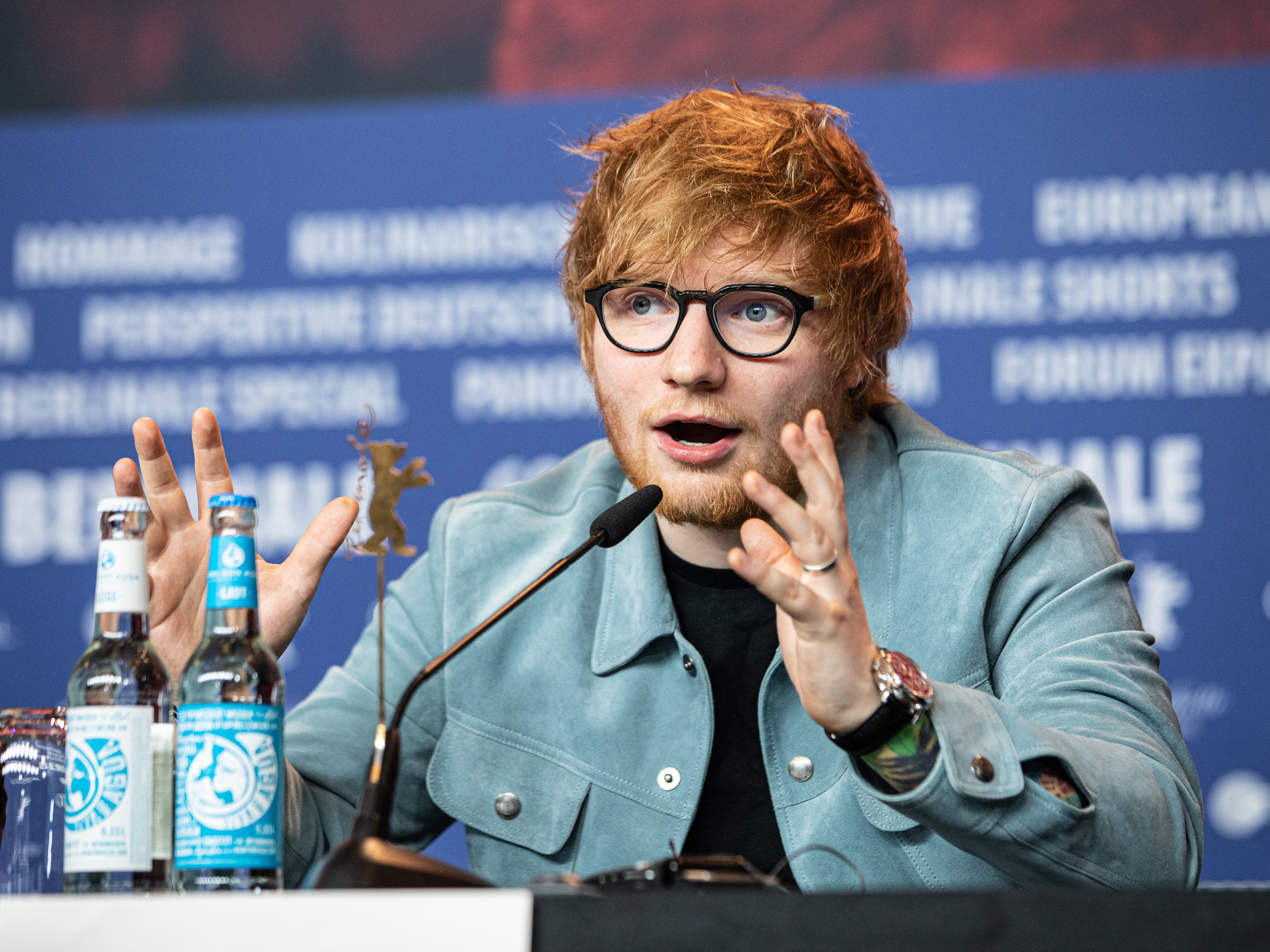
Sänger Ed Sheeran.

Thinking Out Loud ist eine romantische Ballade mit Elementen aus dem Blue-Eyed Soul. Die Tonart ist D-Dur und das Tempo liegt bei 79 Schlägen pro Minute. Sheerans Stimmumfang reicht in dem Song von B2 bis A4.
In einem Review des Magazins Sound on Sound schrieb Mike Senior, dass das Arrangement in Thinking Out Loud „die Bühne für den Star frei macht“ indem die Stimme von Sheeran „ungewöhnlich laut“ in dem Mix hervorkommt und diese so das „Hintergrundensemble in den Schatten stellt“. Das sei in aktuellen Veröffentlichungen überraschend selten. Darüber hinaus zog er auf die Produktion bezogen Vergleiche zu John Legends All of Me und Adeles Someone like You.
Musikalisch zogen Journalisten Vergleiche mit Let’s Get It On von Marvin Gaye. So schrieb Andrew Unterberger für das Magazin Spin, dass die

“gently loping four-note bass pattern and crisp ’70s soul drums absolutely smack of the Gaye classic, as do the embrace-insistent lyrics and general candlelit-bedroom feel.”

Billboard nannte Thinking Out Loud ein „elegantes Update“ von Marvin Gayes Let’s Get It On.
Sheeran selbst beschrieb es im Bezug auf den Text als „walking down the aisle song“. Eric Clarke, Professor für Musik an der University of Oxford, kommentierte im The Guardian, dass die Lyrics Sheerans Überlegungen über das „Älterwerden“ und zur „Treue und Liebe“ in einem „konventionellen Kontext“ reflektiere. Dies sei ein „leichter Gegenschlag zur schnell lebenden Promi-Kultur“.
| “And I’m thinking ’bout how People fall in love in mysterious ways And maybe it’s all part of a plan Well I’ll just keep on making the same mistakes Hoping that you’ll understand That, baby, now, take me into your loving arms Kiss me under the light of a thousand stars Place your head on my beating heart, I’m thinking out loud And maybe we found love right where we are” – Prechorus und Refrain, Originalauszug | „Und ich denke darüber nach, wie Menschen sich auf mysteriöse Weise verlieben Vielleicht ist es alles Teil eines Plans Nun, ich werde einfach weiterhin die gleichen Fehler machen Hoffe, dass du es verstehen wirst Baby, nimm mich jetzt in deine liebenden Arme Küss mich im Licht von tausend Sternen Lege deinen Kopf auf mein schlagendes Herz Ich denke laut nach und vielleicht haben wir Liebe genau dort gefunden, wo wir sind“ – Prechorus und Refrain, Übersetzung |

## Musikvideo

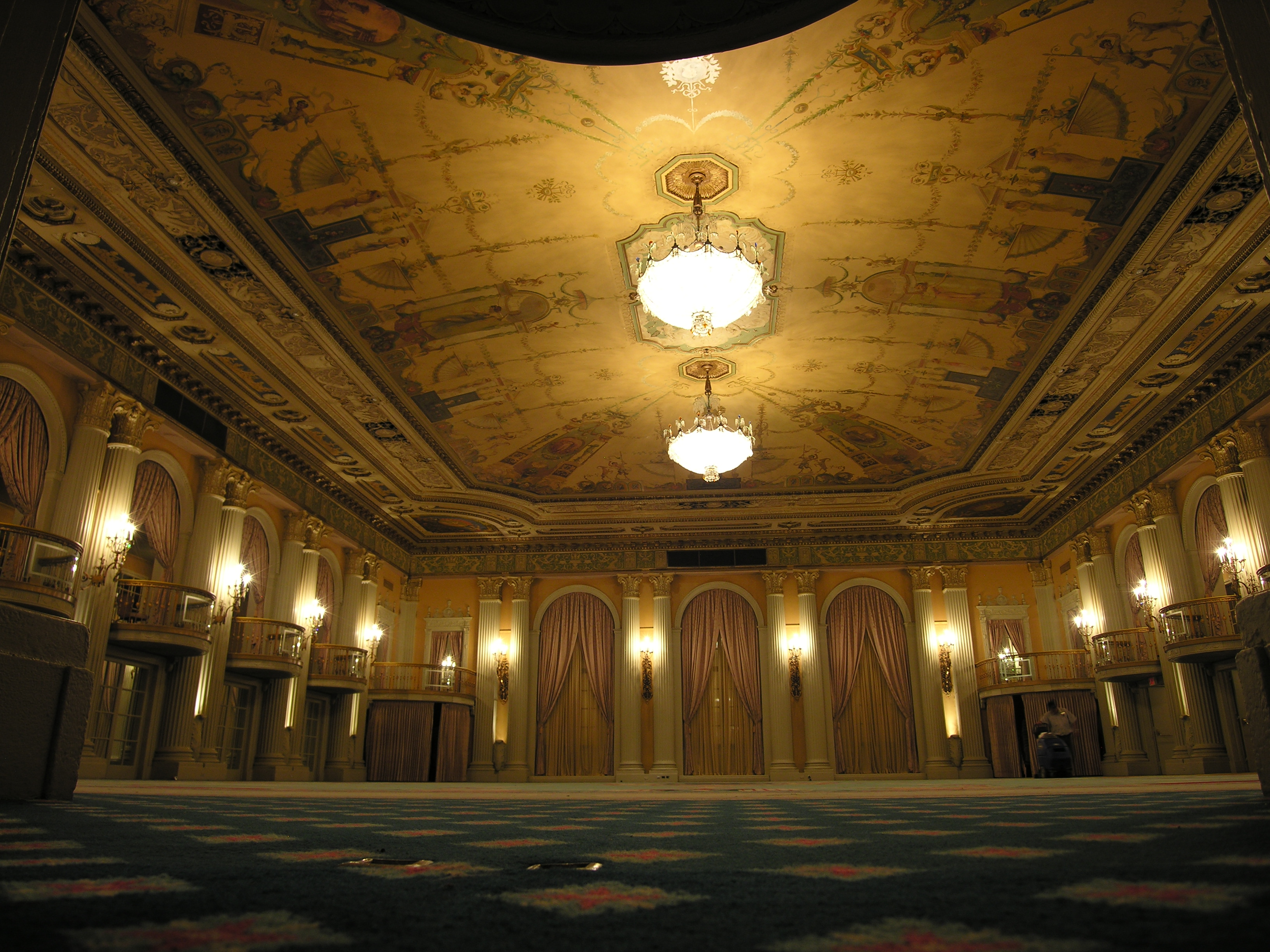
Im Crystal Ballroom im Millennium Biltmore Hotel in Los Angeles wurde der Großteil des Musikvideos gedreht.

Das Musikvideo zu Thinking Out Loud wurde unter der Regie von Emil Nava auf 16-mm-Film gedreht und am 7. Oktober 2014 auf YouTube veröffentlicht. Der Großteil des Videos wurde im Crystal Ballroom im Millennium Biltmore Hotel in Los Angeles aufgenommen.
Bei den MTV Video Music Awards 2015 war das Lied in den Kategorien Video of the Year, Best Male Video und Best Pop Video nominiert, konnte jedoch in keiner Kategorie gewinnen.

## Mitwirkende
- Ed Sheeran – Gesang, Liedtexter, Gitarre
- Chris Leonard – E-Gitarre, Hammondorgel, Bass
- Peter Gosling – Klavier
- Jake Gosling – Produzent, Schlagzeug, Toningenieur
- Mark „Spike“ Stent – Abmischung
- Stuart Hawkes – Mastering
- Geoff Swang – Toningenieur

Quelle: Tidal

## Rezeption

### Kritik
Thinking Out Loud erhielt überwiegend positive Kritiken und wurde als eines der besten Lieder des Sängers gelistet. In dem Magazin Billboard kommentierte Jason Lipshutz: „seine Stimme drückt […] die Romantik über die schönsten Momente aus und beendet das Album mit einer sympathischen Note“. Taylor Weatherby schrieb, dass Thinking Out Loud „das produktivste Beispiel“ dafür sei, wie „romantisch Sheeran ist“. Des Weiteren lobte sie Sheeran als „killer vocalist“ und bemerkte, dass die Melodie „selbst den unromantischsten Jungs der Welt helfen [würde], wie ein wahrer Charmeur zu klingen“.

### Auszeichnungen (Auswahl)
American Music Awards
- 2015: Nominierung in der Kategorie Song of the Year

BMI London Awards
- 2016: Auszeichnung in der Kategorie Song of the Year
- 2016: Auszeichnung in der Kategorie Pop Award Songs

BRIT Awards
- 2015: Nominierung in der Kategorie British Single of the Year
- 2015: Nominierung in der Kategorie British Video of the Year

Grammy Awards
- 2016: Nominierung in der Kategorie Record of the Year
- 2016: Auszeichnung in der Kategorie Song of the Year
- 2016: Auszeichnung in der Kategorie Best Pop Solo Performance

iHeartRadio Music Awards
- 2015: Nominierung in der Kategorie Best Lyrics

MTV Awards (Italien)
- 2015: Nominierung in der Kategorie Best Tormentore

MTV Video Music Awards
- 2015: Nominierung in der Kategorie Video of the Year
- 2015: Nominierung in der Kategorie Best Male Video
- 2015: Nominierung in der Kategorie Best Pop Video
- 2015: Nominierung in der Kategorie Best Cinematography

## Kommerzieller Erfolg

### Chartplatzierungen
Thinking Out Loud stieg am 31. Oktober 2014 auf Rang 79 in die deutschen Singlecharts ein. In der darauf folgenden Woche fiel das Lied zunächst auf Rang 85 ab. In den folgenden acht Wochen konnte es jedoch immer neue Höchstpositionen erreichen und sich so in der Woche vom 26. Dezember 2014 auf Rang sechs die höchste Notierung verzeichnen. In den deutschen Airplaycharts erreichte das Lied in der ersten Chartwoche im Jahr 2015 Rang eins. In den deutschen Single-Jahrescharts platzierte sich Thinking Out Loud am Ende des Jahres 2014 auf Rang 100. Im folgenden Jahr erreichte der Song Rang 43 der Single-Jahrescharts und Rang 48 der Airplay-Jahrescharts. Insgesamt konnte sich Thinking Out Loud 52 Wochen in den deutschen Singlecharts platzieren, womit es eines der Lieder ist, die am längsten in den deutschen Singlecharts verweilten.
In Österreich stieg der Song ebenfalls am 31. Oktober 2014 auf Rang 50 in die Singlecharts ein. Am 2. Januar 2015 erreichte der Track hinter Hoziers Take Me to Church Rang zwei. Insgesamt war das Lied 40 Wochen in den Charts vertreten. In den Single-Jahrescharts war das Lied 2015 auf Rang 37 und in den Airplay-Jahrescharts auf Rang 18 vertreten.
In die Schweizer Hitparade stieg Thinking Out Loud am 2. November 2014 auf Rang 45 ein. Ende November erreicht der Song erstmals die Top 10. Die Höchstposition erreichte es am 1. Februar 2015 auf Rang drei. In den Airplaycharts erreichte das Lied sechs Wochen später, im März 2015, Rang eins. In den Single-Jahrescharts war das Lied 2015 auf Rang 14 und in den Airplay-Jahrescharts auf Rang 13 vertreten.

Chartverlauf der ersten 118 Wochen von Thinking Out Loud in den UK Singles Chart. Die 119. Woche vom 25. Februar 2021 ist nicht abgebildet.

In die britischen Singlecharts stieg der Song am 5. Juli 2017 auf Rang 26 ein. In den darauf folgenden 17 Wochen platzierte sich das Lied in den Top 30 der Charts, bevor es am 8. November 2014 die Chartspitze erreichte. Damit erreichte Thinking Out Loud in der 19. Chartwoche Rang eins und wurde so zu dem Lied, das sich am längsten in den britischen Singlecharts platzieren konnte, bevor es erstmals die Spitze erreichte. Im Juni 2015 wurde das Lied mit 52 ununterbrochenen Wochen in den Top 100 zu dem ersten Lied, das ein Jahr in den britischen Singlecharts verweilen konnte. Insgesamt war das Lied zwischen 2014 und 2017 118 Wochen in den Chart platziert, davon zwei Wochen auf Rang eins, 20 Wochen in den Top 10 und 91 Wochen in den Top 75. Im Februar 2021 platzierte sich der Track erneut, für die 119. Chartwoche, in den britischen Singlecharts. Damit ist es eines der Lieder, die am längsten in den Singlecharts vertreten waren.
In den USA erreichte Thinking Out Loud den zweiten Platz in den Billboard Hot 100. Die Single wurde zu Sheerans höchster Notierung in den Singlecharts, bis zur Veröffentlichung von Shape of You im Jahr 2017. Thinking Out Loud war acht ununterbrochenen Wochen auf Rang zwei vertreten. Der Song platzierte sich in allen acht Wochen hinter Mark Ronsons und Bruno Mars’ Uptown Funk. In den Mainstream Top 40 erreichte der Song im März 2015 die Spitzenposition.
Darüber hinaus erreichte Thinking Out Loud in den Niederlanden Rang eins, in Schweden Rang zwei, in Finnland Rang acht, in Dänemark Rang eins, in Italien Rang drei und in Spanien Rang zwei.
| ChartsChartplatzierungen       | Höchstplatzierung | Wochen |
| ------------------------------ | ----------------- | ------ |
| Deutschland (GfK)              | 6 (52 Wo.)        | 52     |
| Österreich (Ö3)                | 2 (40 Wo.)        | 40     |
| Schweiz (IFPI)                 | 3 (72 Wo.)        | 72     |
| Vereinigte Staaten (Billboard) | 2 (58 Wo.)        | 58     |
| Vereinigtes Königreich (OCC)   | 1 (119 Wo.)       | 119    |

| ChartsJahrescharts (2014)    | Platzierung |
| ---------------------------- | ----------- |
| Deutschland (GfK)            | 100         |
| Vereinigtes Königreich (OCC) | 5           |

| ChartsJahrescharts (2015)      | Platzierung |
| ------------------------------ | ----------- |
| Deutschland (GfK)              | 43          |
| Österreich (Ö3)                | 37          |
| Schweiz (IFPI)                 | 14          |
| Vereinigte Staaten (Billboard) | 2           |
| Vereinigtes Königreich (OCC)   | 12          |

| ChartsJahrescharts (2010–2019) | Platzierung |
| ------------------------------ | ----------- |
| Vereinigte Staaten (Billboard) | 47          |
| Vereinigtes Königreich (OCC)   | 3           |

| ChartsJahrescharts (bis 2018)  | Platzierung |
| ------------------------------ | ----------- |
| Vereinigte Staaten (Billboard) | 236         |
| Vereinigtes Königreich (OCC)   | 81          |

### Auszeichnungen für Musikverkäufe
Thinking Out Loud ist Sheerans meistverkaufter Song in den USA. Bis zum August 2015 wurden über 4,6 Millionen Exemplare abgesetzt. Im Jahr 2024 wurde der Track darüber hinaus mit 18-fach-Platin für über 18 Millionen verkaufte Einheiten durch die RIAA zertifiziert.
Thinking Out Loud wurde weltweit mit 3× Gold, 71× Platin und 2× Diamant ausgezeichnet. Damit wurden laut Auszeichnungen über 26,5 Millionen Einheiten der Single verkauft.
| Land/Region                  | Auszeichnungen für Musikverkäufe (Land/Region, Auszeichnung, Verkäufe) | Verkäufe   |
| ---------------------------- | ---------------------------------------------------------------------- | ---------- |
| Argentinien (CAPIF)          | Platin                                                                 | 20.000     |
| Australien (ARIA)            | 13× Platin                                                             | 910.000    |
| Belgien (BRMA)               | 2× Platin                                                              | 60.000     |
| Dänemark (IFPI)              | 6× Platin                                                              | 540.000    |
| Deutschland (BVMI)           | 3× Gold                                                                | 600.000    |
| Frankreich (SNEP)            | Gold                                                                   | 75.000     |
| Italien (FIMI)               | 7× Platin                                                              | 350.000    |
| Kanada (MC)                  | Diamant                                                                | 800.000    |
| Mexiko (AMPROFON)            | 3× Gold                                                                | 90.000     |
| Neuseeland (RMNZ)            | 10× Platin                                                             | 300.000    |
| Österreich (IFPI)            | 3× Platin                                                              | 90.000     |
| Portugal (AFP)               | 2× Platin                                                              | 20.000     |
| Schweden (IFPI)              | Platin                                                                 | 40.000     |
| Schweiz (IFPI)               | 4× Platin                                                              | 120.000    |
| Spanien (Promusicae)         | 5× Platin                                                              | 300.000    |
| Vereinigte Staaten (RIAA)    | 18× Platin                                                             | 18.000.000 |
| Vereinigtes Königreich (BPI) | 8× Platin                                                              | 4.800.000  |
| Insgesamt                    | 3× Gold · 72× Platin · 2× Diamant ·                                    | 27.115.000 |

Hauptartikel: Ed Sheeran/Auszeichnungen für Musikverkäufe

## Coverversionen
Der kanadische Musiker Chad Brownlee veröffentlichte im Mai 2015 ein Country-Pop-Cover des Songs. Er konnte damit eine Platzierung in Billboard’s kanadischen Countrycharts erreichen.
Die deutsche Band Nizzabeat veröffentlichte am 23. Juli 2021 eine Beach & Chill Version des Songs.